# Mirasəfli
Mirasəfli è un comune dell'Azerbaigian situato nel distretto di Bərdə. Conta una popolazione di 283 abitanti.